# Municipio de Oak Creek (condado de Saunders)
El municipio de Oak Creek (en inglés: Oak Creek Township) es un municipio ubicado en el condado de Saunders en el estado estadounidense de Nebraska. En el año 2010 tenía una población de 940 habitantes y una densidad poblacional de 10,06 personas por km².

## Geografía
El municipio de Oak Creek se encuentra ubicado en las coordenadas 41°5′53″N 96°51′33″O / 41.09806, -96.85917. Según la Oficina del Censo de los Estados Unidos, el municipio tiene una superficie total de 93.47 km², de la cual 92,94 km² corresponden a tierra firme y (0,57 %) 0,53 km² es agua.

## Demografía
Según el censo de 2010, había 940 personas residiendo en el municipio de Oak Creek. La densidad de población era de 10,06 hab./km². De los 940 habitantes, el municipio de Oak Creek estaba compuesto por el 98,19 % blancos, el 0,21 % eran amerindios, el 0,53 % eran asiáticos, el 0,21 % eran de otras razas y el 0,85 % eran de una mezcla de razas. Del total de la población el 0,74 % eran hispanos o latinos de cualquier raza.